# سيجاريو
سيجاريو، (بالإنجليزية: Segariu)‏، هي بلدية في مقاطعة جنوب سردينيا في منطقة سردينيا الإيطالية، وتقع على بعد حوالي 40 كيلومترا (25 ميل) شمال غرب كالياري وحوالي 7 كيلومترات (4 ميل) شرق سانلوري. اعتبارا من 31 ديسمبر 2004، كان عدد سكانها 1353 وتبلغ مساحتها 16.7 كيلومتر مربع (6.4 ميل مربع). 

## السكان
في سنة 1861 بلغ عدد السكان 700 نسمة، وتطور العدد ليصل في سنة 2011 لـ 1٬277 نسمة.
يظهر هذا المخطط البياني تطور النمو السكاني لـ سيجاريو